# AirPods
AirPods là tai nghe nhét tai Bluetooth không dây do Apple tạo ra, ra mắt lần đầu vào ngày 13 tháng 12 năm 2016. Thế hệ thứ hai với thời lượng pin được cải thiện, ra mắt vào ngày 20 tháng 3 năm 2019. AirPods là sản phẩm phụ kiện phổ biến nhất của Apple, với 35 triệu chiếc được bán ra chỉ riêng trong năm 2018.
Ngoài việc phát âm thanh, AirPods còn có micrô tích hợp giúp lọc tiếng ồn xung quanh, cho phép nhận cuộc gọi và trò chuyện với trợ lý ảo Siri. Ngoài ra, gia tốc kế và cảm biến quang giúp AirPods có thể phát hiện ra các cú chạm (ví dụ như chạm hai lần để tạm dừng âm thanh) và đặt trong tai, cho phép tự động tạm dừng khi chúng được đưa ra khỏi tai.
Vào ngày 20 tháng 3 năm 2019, Apple đã phát hành AirPods thế hệ thứ hai, có chip H1 và hỗ trợ "Hey Siri " rảnh tay. Một tùy chọn sạc không dây đã được thêm vào trong các dịch vụ. Apple tuyên bố rằng AirPods mới có thời gian đàm thoại nhiều hơn 50% so với AirPods thế hệ đầu, đã bị ngừng sản xuất cùng ngày.
Thiết bị này được Apple bày bán chung với AirPods Pro (dòng cao cấp hơn của AirPods) và tai nghe chụp tai AirPods Max.

## Lịch sử
AirPods được công bố vào ngày 7 tháng 9 năm 2016 tại một sự kiện đặc biệt của Apple cùng với iPhone 7 và Apple Watch Series 2. Apple ban đầu dự định ra mắt AirPods vào cuối tháng 10, nhưng công ty đã trì hoãn ngày phát hành. Vào ngày 13 tháng 12 năm 2016, Apple đã ra mắt AirPods để được đặt hàng trực tuyến. Chúng có sẵn tại Apple Store, các đại lý ủy quyền của Apple và các nhà mạng được chọn vào ngày 20 tháng 12 
Vào ngày ra mắt, AirPods đã được so sánh với EarPods hiện tại của Apple (hiện tại là 2012), The Verge từng nhận xét: "Chúng trông giống như... EarPods cũ, bị đứt dây". Ban đầu bị nhiều người chế giễu vì thiết kế lạ lẫm (bao gồm cả CNN hỏi "Mọi người có thực sự đeo chúng không?" vào năm 2016) , mức độ phổ biến của nó đã tăng nhanh trong những năm qua và được bình chọn là thiết bị đeo phổ biến nhất năm 2019.

## Thông số kỹ thuật

### Thế hệ 1
Apple đã tích hợp con chip W1 vào AirPods giúp tối ưu hóa thời lượng pin và xử lý kết nối Bluetooth 4.2 cũng như âm thanh.
Có hai micrô trong mỗi bên của AirPods: 1 ở ngang tai, hướng ra ngoài và 1 ở đuôi tai nghe.
Mỗi bên AirPods nặng 4g và hộp sạc của nó nặng 38g. Nó cho thời gian sử dụng khoảng 5h mỗi lần sạc (lên đến 24h nếu kết hợp cả hộp sạc), khi sạc AirPods 15 phút trong hộp sẽ cho thời gian nghe 3h.
AirPods bao gồm con chip Apple W1 độc quyền, có chức năng kết nối bổ sung yêu cầu các thiết bị chạy iOS 10, macOS Siera và watchOS 3 trở lên. Chúng cũng có thể hoạt động như một chiếc tai nghe Bluetooth bình thường khi được kết nối với bất kỳ thiết bị nào hỗ trợ Bluetooth 4.0 trở lên, bao gồm cả các thiết bị Android.

### Thế hệ 2
AirPods thế hệ 2 bao gồm vi xử lý H1 hỗ trợ "Hey Siri" rảnh tay, kết nối Bluetooth 5.0  và Apple cũng nói rằng thời gian đàm thoại nhiều hơn 50% và thời gian kết nối thiết bị nhanh hơn. AirPods thế hệ 2 có tùy chọn hộp sạc như thế hệ 1 hoặc thêm $40 với hộp sạc không dây chuẩn Qi. Có thể mua riêng hộp sạc không dây với giá 79 USD và tương thích với AirPods thế hệ 1.

### Khả năng tương thích
AirPods tương thích với mọi thiết bị hỗ trợ Bluetooth 4.0 trở lên, bao gồm cả thiết bị Android, mặc dù một số tính năng nhất định như tự động chuyển đổi giữa các thiết bị chỉ khả dụng trên các thiết bị Apple sử dụng iCloud. AirPods có đầy đủ chức năng với các thiết bị sau:
- iPhone 5 trở lên, chạy iOS 10 trở lên
- iPod Touch thế hệ thứ 6 trở lên, chạy iOS 10 trở lên
- iPad 2013 (Air, Mini 2) trở lên, chạy iOS 10 trở lên
- Các máy Mac chạy macOS Sierra trở lên
- Apple TV thế hệ thứ 4 trở lên
- Các mẫu Apple Watch chạy watchOS 3 trở lên

AirPods thế hệ 2 tương thích với các thiết bị chạy iOS 12.2 trở lên, macOS 10.14.4 trở lên hoặc watchOS 5.2 trở lên.

### Hỗ trợ
Apple có một chương trình thay thế pin và mua AirPods riêng lẻ và hộp sạc.
AirPods có thể nâng cấp phần mềm. Firmware ban đầu của nó là 3.3.1. Vào tháng 2 năm 2017, Apple đã phát hành 3.5.1, 3.7.2 vào tháng 5 năm 2017, và sau đó là 6.3.2 sau ngày 26 tháng 3 năm 2019. Firmware mới nhất là 3A283 (TH2). AirPods tự động đồng bộ hóa thông qua iCloud của Apple, cho phép người dùng chuyển đổi nguồn âm thanh sang các thiết bị được hỗ trợ khác được kết nối bởi cùng một ID Apple.

## Sự chỉ trích
Một chỉ trích về AirPods là mức giá cao của nó (khoảng $150), tuy nhiên khi ra mắt, nó thực sự có giá thấp hơn hầu hết các tai nghe "true wireless" trên thị trường (ví dụ Samsung Gear IconX và Bragi Dash) và vẫn có giá cạnh tranh với các sản phẩm tương tự từ các thương hiệu lớn khác. Một chỉ trích khác là việc AirPods có xu hướng rơi ra khỏi tai của người đeo, tuy nhiên thử nghiệm của Business Insider đã chứng minh rằng điều này khó xảy ra trong quá trình sử dụng bình thường đối với hầu hết các loại tai.
Một chỉ trích nổi bật khác là vấn đề khiến hộp sạc tụt pin nhanh mặc dù AirPods không được sử dụng. Đáp lại, Apple đã nâng cấp firmware của AirPods lên phiên bản 3.5.1, giải quyết các vấn đề về kết nối và hao pin.
Pin Li-ion trong AirPods có thể thấy sự xuống cấp đáng kể theo thời gian, với các cục pin hai năm tuổi cho thời lượng sử dụng ít hơn một nửa so với 5h được quảng cáo.